# Zoom – Der weiße Delfin
Zoom – Der weiße Delfin (Originaltitel: Oum le dauphin blanc) ist eine französische CGI-Zeichentrickserie, die zwischen 2012 und 2020 produziert wurde. Die Serie ist eine neuere Version der 1971 erschienenen Serie Der weiße Delphin.

## Handlung
Der 15-jährige Yann lebt zusammen mit seiner achtjährigen Schwester Marina auf einer Insel im Pazifischen Ozean bei Onkel Patrick, welcher ein begeisterter Ozeanforscher ist. Sie fühlen sich dort sehr wohl und konnten sich gut im Dorf einleben. Yann hat außerdem den Delfin Zoom als besten Freund gewonnen und macht sich mit ihm auf die Suche nach neuen Abenteuern und Entdeckungen. Dabei hilft Zoom oft anderen aus der Not.

## Produktion und Veröffentlichung
Die Serie wurde 2015 und 2020 in deutsch-französischer Zusammenarbeit produziert. Dabei sind 104 Folgen entstanden. Regie führte Stéphane Bernasconi und um die Musik kümmerte sich Matthieu Gonet. 
Die deutsche Erstausstrahlung fand am 21. Oktober 2015 auf KIKA statt. Spätere Ausstrahlungen erfolgten auf ZDF und ORF eins.

## Synchronisation
| Rolle         | Deutscher Sprecher    |
| ------------- | --------------------- |
| Yann          | Maximilian Belle      |
| Marina        | Maresa Sedlmeir       |
| Onkel Patrick | Walter von Hauff      |
| Auru          | Felix Mayer           |
| Timeti        | Laura Maire           |
| Ramana        | Kai Taschner          |
| Clarissa      | Shandra Schadt        |
| Maeva         | Christine Stichler    |
| Jack          | Gerd Meyer            |
| Papa Tuanaku  | Christoph Jablonka    |
| Tapuna        | Kathrin Simon         |
| Van Krook     | Michael Schwarzmaier  |
| Biff          | Paul Sedlmeir         |
| Rico          | Stefan Günther        |
| Nico          | Matthias von Stegmann |
| Biff          | Paul Sedlmeir         |
| Anita         | Tatjana Pokorny       |
| Werner        | Stefan Lehnen         |
| Philippe      | René Oltmanns         |
| Maimiti       | Paulina Rümmelein     |

## Episodenliste
| Nr. | deutscher Titel               | französischerTitel                  | deutsche Erstausstrahlung |
| 1   | Die Prinzessin des Meeres     | La Sirene du Lagon                  | 21. Oktober 2015          |
| 2   | Die verschwundene Schildkröte | La Tortue disparue                  | 21. Oktober 2015          |
| 3   | Die schwarze Perle            | La Perle Noire                      | 22. Oktober 2015          |
| 4   | Die Prüfungen                 | Les Jeux Polynésiens                | 22. Oktober 2015          |
| 5   | Einsatz für die Haie          | Operation Ma’o Mauri                | 23. Oktober 2015          |
| 6   | Das versunkene Schiff         | Le Galion Englouti                  | 23. Oktober 2015          |
| 7   | Mantas in Gefahr              | SOS Manta                           | 26. Oktober 2015          |
| 8   | Allein auf der Insel          | Seule au monde                      | 26. Oktober 2015          |
| 9   | Der gestohlene Tiki           | Le Tiki Volé                        | 27. Oktober 2015          |
| 10  | Der Eisberg                   | L’Iceberg                           | 27. Oktober 2015          |
| 11  | Der Talisman                  | Le Talisman                         | 28. Oktober 2015          |
| 12  | Ein Festessen mit Folgen      | Le Festin de Maeva                  | 28. Oktober 2015          |
| 13  | Ein Pinguin auf der Flucht    | Aglagla                             | 29. Oktober 2015          |
| 14  | Falsche Geister               | Tupapau es-tu, lá?                  | 29. Oktober 2015          |
| 15  | Mini-Zoom                     | Petit Oum                           | 30. Oktober 2015          |
| 16  | Der Südsee-Maler              | Le Peintre des Mers du Sud          | 30. Oktober 2015          |
| 17  | Timetis Restaurant            | Les Pêcheurs du Dimanche            | 2. November 2015          |
| 18  | Ein böser Delfin              | Igor                                | 2. November 2015          |
| 19  | Der Filmemacher               | L’envers du decor                   | 3. November 2015          |
| 20  | Onkel Patrick und die Liebe   | Une amoureuse pour Oncle Patrick    | 3. November 2015          |
| 21  | Das Wettrennen                | La grande course                    | 4. November 2015          |
| 22  | Korallen in Gefahr            | Peche interdite                     | 4. November 2015          |
| 23  | Ein seltsamer Ton             | Le Son Mystérieux                   | 5. November 2015          |
| 24  | Der Delfin und das Baby       | Trois hommes et un dauphin          | 5. November 2015          |
| 25  | Papa Tuanaku geht baden       | Le Chef boit la tasse               | 6. November 2015          |
| 26  | Der Tiki der Zwietracht       | Le Tiki de jade                     | 6. November 2015          |
| 27  | Der beste Surfer              | Heatopuu                            | 9. November 2015          |
| 28  | Schnelle Krabben und ein Beil | À la poursuite du toki poutangata   | 9. November 2015          |
| 29  | Eine wilde Fahrt              | Une croisière mouvementée           | 10. November 2015         |
| 30  | Der Hochzeitstag              | Scène de Ménage                     | 10. November 2015         |
| 31  | Der Sonnenfänger              | Maui qui attrapa le soleil          | 11. November 2015         |
| 32  | Zahme Fische                  | Les Poissons apprivoisés            | 11. November 2015         |
| 33  | Der doppelte Regenbogen       | La Colère du Dieu Requin            | 12. November 2015         |
| 34  | Ein Hotel auf der Insel       | Motu en danger                      | 12. November 2015         |
| 35  | Das Seeungeheuer              | Le Dragon des mers                  | 13. November 2015         |
| 36  | In der Höhle gefangen         | Pris au piège                       | 13. November 2015         |
| 37  | Paco, der Oktopus             | Paco le poulpe                      | 16. November 2015         |
| 38  | Folgenreicher Regentanz       | Jour de tonnerre                    | 16. November 2015         |
| 39  | Die Lügen-Spirale             | La Spirale du mensonge              | 17. November 2015         |
| 40  | Wal in Not                    | Le Chant des baleines               | 17. November 2015         |
| 41  | Marina führt Regie            | Wild coconuts show                  | 18. November 2015         |
| 42  | Taina                         | Taïna                               | 18. November 2015         |
| 43  | Seltene Spezies – Die Falle   | Spécimen Rare ~ Le piège            | 19. November 2015         |
| 44  | Seltene Spezies – Die Rettung | Spécimen Rare ~ Il faut sauver Oum  | 19. November 2015         |
| 45  | Ein rotes Meer                | La Mer Rouge                        | 20. November 2015         |
| 46  | Die Zeremonien-Maske          | Le masque du chef                   | 20. November 2015         |
| 47  | Ramanas Heilmethode           | Maître Ramana                       | 23. November 2015         |
| 48  | Merkwürdige Ereignisse        | Les monstres de Maotou              | 23. November 2015         |
| 49  | Phantom unter Wasser          | Un fantôme sous les mers            | 24. November 2015         |
| 50  | Sturmfrei                     | La B’Oum                            | 24. November 2015         |
| 51  | Die Legende von Maotou        | La légende de Maotou                | 25. November 2015         |
| 52  | Tapunas Geheimnis             | Le secret de Tapuna                 | 25. November 2015         |
| 53  | Das zerbrochene Zepter        | Timéti chamane débutant             | 20. April 2021            |
| 54  | Eine Familie für Billy        | Sauver Billy                        | 20. April 2021            |
| 55  | Seltsame Lichter              | L’Extraterrestre                    | 21. April 2021            |
| 56  | Clarissa                      | Clarissa                            | 21. April 2021            |
| 57  | Der Peilsender                | Le Retour d’Igor                    | 21. April 2021            |
| 58  | Versteckte Kamera             | Le Dauphin Maui                     | 22. April 2021            |
| 59  | Ein Ausflug in die Tiefe      | Les Abysses de Maotou               | 22. April 2021            |
| 60  | Jackpot                       | Jackpot                             | 22. April 2021            |
| 61  | Die Kochschule                | Le Choix de Timéti                  | 23. April 2021            |
| 62  | Das Ablenkungsmanöver         | Maotou.com                          | 23. April 2021            |
| 63  | Das Maotou-Dreieck            | Le triangle de Maotou               | 23. April 2021            |
| 64  | Der Lieferservice             | Seconde chance                      | 26. April 2021            |
| 65  | Eine einsame Insel            | SOS naufragés                       | 26. April 2021            |
| 66  | Raouls Odyssee                | L’odyssée de Raoul                  | 26. April 2021            |
| 67  | Das mysteriöse Tiefseemonster | Taniwah                             | 27. April 2021            |
| 68  | Big Baluha Burger             | Big Baluha burger                   | 27. April 2021            |
| 69  | Die Prophezeiung              | Les Vagues de Maotou                | 27. April 2021            |
| 70  | Party auf der Jacht           | Yacht en folie                      | 28. April 2021            |
| 71  | Ramanas Schlaf (1)            | (Le Sommeil de Ramana (1/2))        | 28. April 2021            |
| 72  | Ramanas Schlaf (2)            | (Le Sommeil de Ramana (2/2))        | 28. April 2021            |
| 73  | Hochzeit auf Maotou           | Mariage à Maotou                    | 29. April 2021            |
| 74  | Fehlende Balance              | Equilibre fragile                   | 29. April 2021            |
| 75  | Die Legende vom rosa Delfin   | La Légende du dauphin rose          | 29. April 2021            |
| 76  | Die Ölpest                    | La Marée noire                      | 30. April 2021            |
| 77  | Chef für einen Tag            | Yan chef de clan                    | 29. September 2021        |
| 78  | Tikis und Kanonenkugeln       | Mystères et boulets de canon        | 30. April 2021            |
| 79  | Ein Delfin aus der Urzeit     | Le Dauphin préhistorique            | 30. April 2021            |
| 80  | Ein sagenhafter Schatz        | Le Plus Beau des trésors            | 30. September 2021        |
| 81  | Das große Speerwerfen         | Le Concours de javelot              | 30. September 2021        |
| 82  | Mein Freund, der Hummer       | Le Roi des homards                  | 30. September 2021        |
| 83  | Der Leuchtturm                | Le Phare abandonné                  | 1. Oktober 2021           |
| 84  | Jack und die große Welle      | Le Défi de Jack                     | 1. Oktober 2021           |
| 85  | Der legendäre Fischmann       | Le Trésor de l’homme poisson        | 1. Oktober 2021           |
| 86  | Ein seltener Vogel            | L’Oiseau rare                       | 4. Oktober 2021           |
| 87  | Der seltsame Robinson         | L’étrange Robinson                  | 4. Oktober 2021           |
| 88  | Auf Geisterjagd               | La nuit des Tupapaus                | 4. Oktober 2021           |
| 89  | Signal aus der Tiefe          | Le Ponaturi                         | 4. Oktober 2021           |
| 90  | Um die Wette fischen          | Porté disparu                       | 5. Oktober 2021           |
| 91  | Die versunkene Stadt (1)      | (La Cité Engloutie – Partie 1)      | 5. Oktober 2021           |
| 92  | Die versunkene Stadt (2)      | (La Cité Engloutie – Partie 2)      | 5. Oktober 2021           |
| 93  | Die Mutprobe                  | Le baiser du requin                 | 5. Oktober 2021           |
| 94  | Ein romantischer Bootsausflug | Croisière romantique                | 6. Oktober 2021           |
| 95  | Marina unter Verdacht         | Seule contre tous                   | 6. Oktober 2021           |
| 96  | Der Aushilfs-Schamane         | Chaman d’un jour                    | 6. Oktober 2021           |
| 97  | Sturm-Brüder                  | Frères d’écume                      | 6. Oktober 2021           |
| 98  | Falsche Superhelden           | Blaise et Rico super-héros          | 7. Oktober 2021           |
| 99  | Der dreiste Sandraub          | La Folie des Grandeurs              | 7. Oktober 2021           |
| 100 | Wassermusik                   | La musique de l’eau                 | 7. Oktober 2021           |
| 101 | Die Sonne berühren            | Toucher le soleil                   | 7. Oktober 2021           |
| 102 | Gesichter der Ahnen           | Le visage des ancêtres              | 8. Oktober 2021           |
| 103 | Auf Wiedersehen (1)           | Ce n’est qu’un au revoir – Partie 1 | 8. Oktober 2021           |
| 104 | Auf Wiedersehen (2)           | Ce n’est qu’un au revoir – Partie 2 | 8. Oktober 2021           |